# Andrea Fraunschiel
Andrea Fraunschiel (* 8. Mai 1955 in Eisenstadt; † 4. August 2019 ebenda) war eine österreichische Erwachsenenbildnerin und Politikerin (ÖVP). Fraunschiel war Mitglied des Bundesrates, Abgeordnete zum Burgenländischen Landtag und von Jänner 2007 bis November 2011 Bürgermeisterin der Landeshauptstadt Eisenstadt.

## Ausbildung und Beruf
Andrea Fraunschiel besuchte von 1961 bis 1965 die Volksschule und danach an ein Neusprachliches Gymnasium, das sie 1973 mit der Matura abschloss. Sie studierte im Anschluss bis 1978 Anglistik und Geschichte an der Universität Wien. Beruflich war sie in der Erwachsenenbildung tätig und ab 1981 Trainerin in den Bereichen Englisch, Superlearning und Kommunikationstechniken. Zudem war Fraunschiel Kursleiterin des WIFI Burgenland.

## Politik
Fraunschiel war ab 1992 Mitglied des Gemeinderates von Eisenstadt. Von 1999 bis 2002 war sie Stadträtin in Eisenstadt, ab 2002 Vizebürgermeisterin. Nachdem Bürgermeister Peter Nemeth aus privaten Gründen Ende 2006 aus dem Amt geschieden war, wurde Fraunschiel am 24. Jänner 2007 vom Gemeinderat zur Bürgermeisterin von Eisenstadt gewählt. Bei der Bürgermeisterdirektwahl 2007 setzte sie sich mit 59 Prozent der Stimmen gegen ihre Konkurrenten durch, allerdings büßte die ÖVP zwei Mandate bei der Gemeinderatswahl ein. Mit 15. November 2011 trat Fraunschiel als Bürgermeisterin zurück und Thomas Steiner folgte ihr nach.
Fraunschiel engagierte sich neben ihrer kommunalpolitischen Tätigkeit auch bei den ÖVP-Frauen, wo sie 1993 zur stellvertretenden Bezirksleiterin für den Bezirk Eisenstadt sowie zur stellvertretenden Landesleiterin und 2011 zur Landesleiterin der ÖVP-Frauen des Burgenlandes gewählt.
1991 wurde sie zur Stadtleiterin der Österreichischen Frauenbewegung in Eisenstadt.
Frauenschiel war zudem von 27. Mai 2004 bis 24. Oktober 2005 Mitglied des österreichischen Bundesrates und im Anschluss bis 31. Jänner 2007 Abgeordnete zum Burgenländischen Landtag.

## Privates
Andrea Fraunschiel war verheiratet und Mutter eines Sohnes.